# Corethrella pallidus
Corethrella pallidus är en tvåvingeart som beskrevs av Lane 1942. Corethrella pallidus ingår i släktet Corethrella och familjen Corethrellidae. Inga underarter finns listade i Catalogue of Life.